# Målmängd

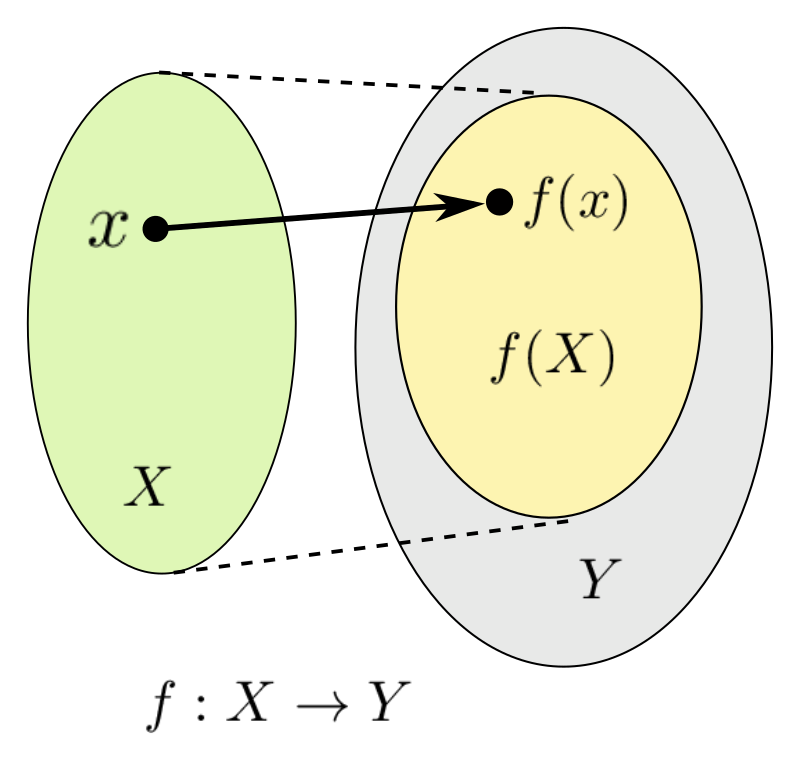
Illustration av en funktion :s definitionsmängd (grön), målmängd (grå) och värdemängd (gul)

En målmängd eller kodomän är inom matematiken den mängd som innehåller alla tillåtna utvärden för en viss funktion. Detta kan jämföras med värdemängden, som är funktionens faktiska utvärden och därmed är en delmängd av målmängden. 
När en funktion deklareras enligt notationen {\displaystyle f:X\to Y}, så är {\displaystyle X} definitionsmängden och {\displaystyle Y} är målmängden.

## Exempel
Låt {\displaystyle f} vara en funktion från heltalen till de reella talen, där utvärdet ges av formeln {\displaystyle f(x)=x^{2}}. Notera att {\displaystyle f(x)} i praktiken bara kan bli ett positivt heltal eller 0. Mer specifikt är värdemängden alla tal som kan skrivas som {\displaystyle k^{2}} för något icke-negativt heltal {\displaystyle k}. Men dessa begränsningar är inte inbyggda i funktionens definition; målmängden är alltså fortfarande alla reella tal.